# (6317) Dreyfus
(6317) Dreyfus (1990 UP3) – planetoida z grupy pasa głównego asteroid okrążająca Słońce w ciągu 3,36 lat w średniej odległości 2,24 j.a. Odkryta 16 października 1990 roku.